# Peppino di Capri
Peppino di Capri, születési nevén Giuseppe Faiella (Capri, 1939. július 27. –) olasz énekes, dalszerző, zongorista. Dalait nápolyi, olasz és angol nyelven adta elő. Olaszországban a mai napig nagy népszerűségnek örvend.

## Élete
Capri szigetén született 1939-ben, innen ered művészneve is. Muzsikus családba született, már apja és nagyapja is zenélt. Fiatalkorában tehetséges gyerek volt, már ekkor eldöntötte, hogy zenész lesz. Tizenkilenc éves volt, amikor 1958-ban megalapította a Rockers nevű zenekart.
A hatvanas évektől szólókarrierbe kezdett. időközben a rock and roll műfajról áttért a tánczenés, popzenés irányba. Kétszer is nyert a Sanremói dalfesztiválon: 1973-ban és 1976-ban.
Olaszországot képviselte az Eurovíziós Dalfesztiválon 1991-ben. A Comme è Ddoce o'Mare című dalt adta elő, és 89 ponttal a hetedik helyezést érte el.

## Ismertebb dalai
- Roberta
- Let Me Cry
- Teach You to Rock
- Danny Boy
- New York Twist
- Saint Tropez Twist
- Ieri
- Nessuno al mondo
- Dedicato all'amore
- Champagne
- Commé é ddoce 'o mare (nápolyi nyelven)